# Bibliothek der Weltliteratur (Chudoschestwennaja literatura)
Die Bibliothek der Weltliteratur (russisch Библиотека всемирной литературы Biblioteka wsemirnoi literatury; wiss. Transliteration Biblioteka vsemirnoj literatury; Abk. БВЛ / BWL) ist eine der Weltliteratur gewidmete 200-bändige russische Buchreihe, die in den Jahren von 1967 bis 1977 vom Verlag Chudoschestwennaja literatura („Schöngeistige Literatur“) in der UdSSR herausgegeben wurde. Zahlreiche Fachgelehrte und Übersetzer haben an der Reihe mitgewirkt. Die Bände sind mit ausführlichen thematischen Einleitungen, Kommentaren und Illustrationen versehen. Die Bibliothek der Weltliteratur erschien in drei Reihen, wobei die erste der Literatur des Alten Orients, der griechisch-römischen Antike, des Mittelalters, der Renaissance, des 17. und des 18. Jahrhunderts, die zweite der Literatur des 19. Jahrhunderts und die dritte der des 20. Jahrhunderts gewidmet ist. Verschiedene Bände sind online abrufbar. Ein Katalog zur Bibliothek der Weltliteratur erschien 1979.
Im Jahr 1971 wurde das Werk in Leipzig mit einer Goldmedaille ausgezeichnet.

## Erste Reihe

### Alter Orient
- 001 Poesie und Prosa des Alten Orients. (1973)

Altägyptische Literatur, Sumerische und Babylonische Literatur, Hethitische Literatur, Literatur des Alten China, Altindische Literatur, Altiranische Literatur, Hebräische Literatur
- 002 Mahabharata. Ramayana. (1974)

### Antike
- 003 Homer: Ilias. Odyssee. (1967)
- 004 Antike Texte. (1968)
- 005 Antike Dramen. (1970)

- Aischylos: Die Perser. Der gefesselte Prometheus.
- Sophokles: Oedipus Rex. Antigone.
- Euripides: Medea. Hippolytos.
- Aristophanes: Die Wolken. Der Frieden.
- Menander: Dyskolos
- Plautus: Menaechmi
- Terenz: Das Mädchen von Andros
- Seneca: Octavia.

- 006 Publius Vergilius Maro: Bucolica. Georgica. Aeneis. (1971)
- 007 Achilleus Tatios: Leukippe und Kleitophon. Longos: Daphnis und Chloe. Petronius: Satyricon. Apuleius: Metamorphosen oder Der goldene Esel. (1969)

### Mittelalter. Renaissance. 17. Jahrhundert
- 008 Isländersagas. Irische Epen. (1973)
- 009 Beowulf. Ältere Edda. Nibelungenlied. (1975)
- 010 Rolandslied; Die Krönung Ludwigs[3] (des Frommen); Charroi de Nîmes[4]; Cantar de Mio Cid; Romancero. (1976)
- 011 Lieder der Südslawen. (1976)
- 012 Kalevala. (1977)
- 013 Heldenepen der sowjetischen Völker. Band 1 (1975)
- 014 Heldenepen der sowjetischen Völker. Band 2 (1975)
- 015 "Miszellen": Sammlung von Werken der Literatur des alten Russland. (1969)
- 016 Klassische Poesie aus Indien, China, Korea, Vietnam und Japan. (1977)
- 017 Klassisches Drama des Ostens. (1976)

Indien; China; Japan
- 018 Klassische Prosa des Fernen Ostens. (1975)

Chinesische Prosa aus dem 4.–18. Jahrhundert
Koreanische klassische Prosa
Vietnamesische klassische Prosa
Japanische klassische Prosa
- 019 Tausend und eine Nacht. (1975)
- 020 Arabische Poesie des Mittelalters. (1975)
- 021 Die irano-tadschikische Poesie. (1974)

Rudaki, Nāsir-i Chusrau, Omar Khayyam, Rumi, Saadi, Hafis, Dschami
- 022 Mittelalterliche Romantik und die Geschichte. (1974)

Chrétien de Troyes: Yvain ou Le Chevalier au lion.
Chrétien de Troyes: Romanze von Tristan und Isolde.
Chrétien de Troyes: Aucassin et Nicolette.
Wolfram von Eschenbach: Parzival.
Hartmann von Aue: Der arme Heinrich.
- 023 Die Poesie der Troubadoure. Minnedichtung. Vagantendichtung. (1974)
- 024 Ferdowsi: Shahnama. (1972)
- 025 Nezāmi: Fünf Schätze. (1968)
- 026 Nawāʾi. Gedichte. (1972)
- 027 Schota Rustaweli: Der Recke im Tigerfell. (1969)
- 028. Dante Alighieri: Vita nova. Die Göttliche Komödie. (1967)
- 029 Giovanni Boccaccio: Decameron. (1970)
- 030 Geoffrey Chaucer: Canterbury Tales. (1973)
- 031 Europäische Novellen der Renaissance. (1974)
- 032 Europäische Dichter der Renaissance. (1974)
- 033 Sebastian Brant: Das Narrenschiff; Erasmus: Lob der Torheit; Dunkelmännerbriefe; Ulrich von Hutten: Dialoge. (1971)
- 034 Utopischer Roman des 16.–17. Jahrhunderts: Thomas Morus: Utopia; Campanella: Die Sonnenstadt; Francis Bacon: Nova Atlantis; Cyrano de Bergerac: Die Staaten und Reiche des Mondes; Denis Vairasse: History of the Sevarambians. (1971)
- 035 François Rabelais: Gargantua und Pantagruel. (1973)
- 036 William Shakespeare. Tragödien . Sonette. (1968)

Romeo und Julia, Hamlet, Othello, König Lear, Macbeth, Antonius und Cleopatra
- 037 Cervantes Saavedra, Miguel de: Der geniale Hidalgo Don Quijote von der Mancha. Teil 1 (1970)
- 038 Cervantes Saavedra, Miguel de: Der geniale Hidalgo Don Quijote von der Mancha. Teil 2 (1970)
- 039 Spanisches Theater. (1969)

Lope de Vega: Fuente Ovejuna; El perro del hortelano (Der Hund in der Krippe)
Tirso de Molina: El burlador de Sevilla o convidado de piedra (Der Sevilla-Schalk oder Der steinerne Gast)
Juan Ruiz de Alarcón: La verdad sospechosa (Die verdächtige Wahrheit)
Pedro Caldéron: El príncipe constante; La Dama duende (Dame Kobold)
Agustín Moreto: No puede ser el guarder una mujer
- 040 Schelmenroman. (1975)

Das Leben des kleinen Lazarus vom Tormes: und von seinen Geschicken und Widrigkeiten
Francisco de Quevedo: Das abenteuerliche Leben des Buscón
Luis Vélez de Guevara: El diablo cojuelo (Der hinkende Teufel)
Alonso de Castillo Solórzano: La garduña de Sevilla y anzuelo de las bolsas
Thomas Nashe: Der glücklose Reisende oder Das Leben des Jack Wilton
- 041 Europäische Dichtung des 17. Jahrhunderts. (1977)
- 042 François de La Rochefoucauld: Maximen; Blaise Pascal: Gedanken; Jean de La Bruyère. Charaktere oder Sitten des Jahrhunderts. (1974)
- 043 Theater des französischen Klassizismus. (1970)
  - Corneille und Racine
- 044 Jean-Baptiste Moliere. Komödien. (1972)
- 045 John Milton: Paradise Lost. Gedichte. Samson Agonistes.[5] (1976)
- 046 Hans Jakob Christoffel von Grimmelshausen: Simplicissimus. (1976)

### 18. Jahrhundert
- 047 Robert Burns: Gedichte. Dichtungen. Schottische Balladen. (1976)
- 048 Beaumarchais: Dramatische Werke. Erinnerungen. (1971)
- 049 Voltaire: Jungfrau von Orleans. Mahomet. (1971)
- 050 Johann Wolfgang von Goethe. Faust. (1969)
- 051 Carlo Goldoni: Komödien; Carlo Gozzi: Märchen für das Theater; Vittorio Alfieri: Tragödien. (1971)
- 052 Daniel Defoe: Robinson Crusoe. (1974)
- 053 Denis Diderot: Die Nonne. Rameaus Neffe. Jacques der Fatalist und sein Herr. (1973)
- 054 Gotthold Ephraim Lessing: Dramen. Fabeln in Prosa. (1972)
- 055 Dichtung der Völker der UdSSR vom 4. bis 18. Jahrhundert. (1972)

IV.-IX. Jahrhundert; X.-XIII. Jahrhundert; XIV.-XVII. Jahrhundert; XVIII. Jahrhundert
- 056 Abbé Prevost: Manon Lescaut; Choderlos de Laclos: Gefährliche Liebschaften. (1967)
- 057 Russische Dichtung des 18. Jahrhunderts. (1972)

A. Kantemir, W. Tredijakowski, M. Lomonossow, A. Sumarokow, W. Maikow, M. Cheraskow, I. Bogdanowitsch, M. Chemnizer, W. Kapnist, A. Radischtschew, N. Lwow, M. Murawjew, Ju. Neledinski-Melezki, I. Krylow, N. Karamsin, I. Dmitrijew, G. Derschawin
- 058 Jean-Jacques Rousseau: Julie oder Die neue Heloise. (1968)
- 059 Jonathan Swift: Märchen von einer Tonne. Gullivers Reisen. (1976)
- 060 Tobias Smollett: Humphry Clinkers Reise; Oliver Goldsmith: Der Pfarrer von Wakefield. (1972)
- 061 Laurence Sterne: Leben und Ansichten von Tristram Shandy, Gentleman. Yoricks empfindsame Reise durch Frankreich und Italien. (1968)
- 062 Henry Fielding: Tom Jones: Die Geschichte eines Findelkindes. (1973)
- 063 Russische Prosa des 18. Jahrhunderts. (1971)

M. D. Tschulkow: Der attraktive Koch oder die Abenteuer einer verdorbenen Frau.
N. I. Nowikow: Maler. Dritte Ausgabe. 1775.
D. I. Fonwisin: Ein Wohlhabender. Notizen von der ersten Reise (Briefe aus Frankreich). Die Erzählung der vermeintlich Taubstummen. Callisthenes. Ein Freund ehrlicher Menschen oder Starodum. Ein aufrichtiges Geständnis meiner Taten und Gedanken.
A. N. Radischtschew. Reise von St. Petersburg nach Moskau.
I. A. Krylow. Kaib. Eine Gedächtnisrede zum Andenken an meinen Großvater, gesprochen von seinem Freund in Gegenwart seiner Freunde für eine Tasse Punsch.
N. M. Karamsin. Die arme Lisa. Die Insel Bornholm. Marfa, die Statthalterin oder die Unterwerfung Nowgorods.
- 064 Friedrich Schiller: Dramen. Gedichte. (1975)

## Zweite Reihe

### 19. Jahrhundert
- 065 Pedro Antonio de Alarcón: Der Dreispitz; Juan Valera: Pepita Jiménez; Benito Pérez Galdós: Doña Perfecta; Vicente Blasco Ibáñez: Blut und Sand. (1976)
- 066 Hans Christian Andersen. Märchen. Geschichte. (1973)
- 067 George Gordon Byron: Childe Harold’s Pilgrimage. Don Juan. (1972)
- 068 Honoré de Balzac. Verlorene Illusionen. (1973)
- 069 Pierre-Jean de Béranger: Lieder; Auguste Barbier. Gedichte; Pierre Dupont: Lieder. (1976)
- 070 Iwan Wasow: Unter dem Joch. (1970)
- 071 Thomas Hardy. Tess von den d’Urbervilles. Jude the Obscure. (1970)
- 072 Heinrich Heine. Gedichte. Dichtungen. Fiction. (1971)
- 073 A. I. Herzen: Memoiren. Teile 1–5. (1969)
- 074 A. I. Herzen: Memoiren. Teile 6–8. (1969)
- 075 N. W. Gogol: Erzählungen. Theaterstücke. Die toten Seelen. (1975)
- 076 Edmond de Goncourt und Jules de Goncourt. Germinie Lacerteux. Les frères Zemganno. La Faustin. (1972)
- 077 I. A. Gontscharow: Oblomow. (1973)
- 078 Ernst Theodor Amadeus Hoffmann. Lebens-Ansichten des Katers Murr. Romane und Kurzgeschichten. (1967)
- 079 A. S. Gribojedow: Wehe dem Verstand!; A. W. Suchowo-Kobylin: Stücke; Ostrowski: Stücke. (1974)
- 080 Victor Hugo: Dreiundneunzig. Hernani. Gedichte. (1973)
- 081 Alphonse Daudet. Tartarin von Tarascon. Der Unsterbliche. (1974)
- 082 Charles Dickens. Die Abenteuer von Oliver Twist. Romane und Kurzgeschichten. (1969)
- 083 F. M. Dostojewski: Verbrechen und Strafe. (1970)
- 084 F. M. Dostojewski: Die Brüder Karamasow. (1973)
- 085 Europäische Dichtung des 19. Jahrhunderts. (1977)
- 086 Émile Zola: Thérèse Raquin. Germinal. (1975)
- 087 Henrik Ibsen: Dramen. Gedichte. (1972)
- 088 Gottfried Keller: Der grüne Heinrich. (1972)
- 089 Heinrich von Kleist: Dramen. Romane. (1969)
- 090 Charles de Coster: Die Geschichte von Ulenspiegel. (1967)
- 091 James Fenimore Cooper: Der Spion. Der letzte Mohikaner. (1974)
- 092 N. S. Leskow: Erzählungen. Geschichten. (1973)
- 093 M. Ju. Lermontow: Gedichte. Dichtungen. Maskerade. Ein Held unserer Zeit. (1972)
- 094 Herman Melville: Moby Dick oder Der weiße Wal. (1967)
- 095 Prosper Mérimée: Chronik der Herrschaft von Karl IX. Romane. (1968)
- 096 Adam Mickiewicz: Gedichte. Dichtungen. (1968)
- 097 Guy de Maupassant: Ein Leben. Bel-Ami. Romane. (1970)
- 098 N. A. Nekrassow: Gedichte. Dichtungen. (1971)
- 099 Jan Neruda: Gedichte. Geschichten. Kurzgeschichten. Essays und Artikel. (1975)
- 100 Sandor Petöfi: Gedichte. Dichtungen. (1971)
- 101 Edgar Allan Poe. Gedichte. Prosa. (1976)
- 102 Dichtung der Völker der UdSSR 19. – Anfang 20. Jahrhundert. (1977)

Ukrainische Literatur – Belarussische Literatur – Moldauische Literatur – Lettische Literatur – Litauische Literatur – Estnische Literatur – Komi-Literatur – Karelische Literatur – Jüdische Literatur – Georgische Literatur – Armenische Literatur – Aserbaidschanische Literatur – Dagestanische Literatur – Ossetische Literatur – Balkarische Literatur – Tatarische Literatur – Baschkirische Literatur – Kalmückische Literatur – Mari-Literatur – Tschuwaschische Literatur – Kasachische Literatur – Usbekische Literatur – Karakalpakische Literatur – Turkmenische Literatur – Tadschikische Literatur – Kirgisische Literatur
- 103 A. S. Puschkin: Gedichte. Dichtungen. Märchen. (1977)
- 104 A. S. Puschkin: Eugen Onegin. Dramatische Werke. Romane. Märchen. (1977)
- 105 Russische Dichtung des 19. Jahrhunderts. Band 1 (1974)

W. Schukowski, W. Puschkin, A. Mersljakow, M. Milonow, A. Turgenew, A. Wojeikow, D. Dawydow, I. Krylowv, K. Batjuschkow, N. Gneditsch, F. Glinka, P. Katenin, K. Rylejew, A. Bestuschew, W. Kjuchelbeker, A. Odojewski, P. Wjasemski, Je. Baratynski, A. Delwig, N. Jasykow, I. Koslow, A. Poleschajew, D. Wenewitinow, S. Schewyrew, A. Chomjakow, N. Zyganow, M. Suchanow, F. Tumanski, A. Rottschew, A. Weltman, A. Podolinski, S. Stromilow, N. Kukolnik, W. Benediktow, P. Jerschow, K. Aksakow, A. Kolzow
- 106 Russische Dichtung des 19. Jahrhunderts. Band 2 (1974)

F. Tjuttschew, K. Pawlowa, Je. Grebenka, I. Mjatlew, E. Guber, Je. Rostoptschina, I. Turgenew, N. Ogarjow, A. Pleschtschejew, A. Maikow, A. Fet, A. Grigorjew, Ja. Polonski, A. Tolstoi, Kosma Prutkow, I. Aksakow, L. Mei, N. Schtscherbina, A. Rasorenow, I. Nikitin, N. Dobroljubow, M. Michailow, W. Kurotschkin, D. Minajew, W. Bogdanow, P. Weinberg, L. Palmin, A. Schemtschuschnikow, A. Ammossow, A. Nawrozki, P. Lawrow, I. Fedorow (Omulewski), L. Trefolew, I. Surikow, S. Droschschin, D. Sadownikow, A. Borowikowski, P. Jakubowitsch, W. Figner, A. Barykowa, A. Apuchtin, K. Slutschewski, N. Minski, W. Solowjew, S. Nadson, K. Fofanow, M. Lochwizkaja, L. Radin
- 107 George Sand: Mauprat. Horace. (1974)
- 108 M. Je. Saltykow-Schtschedrin: Geschichte einer Stadt. Die Herren Golowljow. Märchen. (1975)
- 109 Walter Scott: Die Puritaner. Legende von Montrose. (1971)
- 110 Stendhal: Rot und Schwarz. (1969)
- 111 Mark Twain: Die Abenteuer des Tom Sawyer. Die Abenteuer des Huckleberry Finn. Geschichten. (1971)
- 112 William Thackeray: Vanity Fair. (1968)
- 113 L. N. Tolstoi: Krieg und Frieden. Band 1, 2 (1968)
- 114 L. N. Tolstoi: Krieg und Frieden. Band 3, 4 (1968)
- 115 L. N. Tolstoi: Anna Karenina. (1976)
- 116 L. N. Tolstoi: Auferstehung. Erzählungen. Geschichten. (1976)
- 117 I. S. Turgenjew: Aufzeichnungen eines Jägers. Vorabend. Väter und Söhne. (1971)
- 118 Oscar Wilde. Gedichte. Das Bildnis des Dorian Gray. Brief aus dem Gefängnis; Rudyard Kipling. Gedichte. Geschichten. (1976)
- 119 Henry Longfellow. The Song of Hiawatha; Walt Whitman. Poesie und Gedichte; Emily Dickinson. Gedichte. (1976)
- 120 Gustave Flaubert: Madame Bovary. L’Éducation sentimentale. (1971)
- 121 Iwan Franko: Poesie und Gedichte. Geschichten. Borislav lacht. (1971)
- 122 N. G. Tschernyschewski: Was tun?[7] (1969)
- 123 Anton Tschechow: Geschichten. Erzählungen. Stücke. (1974)
- 124 Taras Schewtschenko: Kobsar: Lyrik und Gedichte. (1972)
- 125 Dichtung der englischen Romantik. (1975)

William Blake, Walter Scott, Samuel Taylor Coleridge, William Wordsworth, Robert Southey, Thomas Moore, George Gordon Byron, Percy Bysshe Shelley, John Keats
- 126 V. Alecsandri: Gedichte. M. Eminescu Gedichte. George Coșbuc: Gedichte. I. L. Caragiale: Der verlorene Liebesbrief. Geschichten. I. Slavici: Die Glücksmühle. (1975)
- 127 Eça de Queiroz: Das Verbrechen des Paters Amaro. Korrespondenz von Fradique Mendes. (1977)

## Dritte Reihe

### 20. Jahrhundert
- 128 Sadriddin Ainij: Der Sklave. (1975)
- 129 Akutagawa Ryunosuke: Romane. (1974)
- 130 Ivo Andrić: Travnička hronika. Die Brücke über die Drina. (1974)
- 131 Afrikanische Dichtung. (1973)
- 132 Louis Aragon: Die Karwoche. (1976)
- 133 Mariano Azuela: Die Rechtlosen; Rómulo Gallegos. Doña Bárbara; Miguel Ángel Asturias. Der Herr Präsident. (1970)
- 134 Muchtar Äuesow: Abai – Vor Tau und Tag. Band 1 (1971)
- 135 Muchtar Äuesow: Abai – Vor Tau und Tag. Band 2 (1971)
- 136 Henri Barbusse: Feuer. Clarity. Eine wahre Geschichte. (1967)
- 137 Johannes Robert Becher: Gedichte. (1970)
- 138 Alexander Blok: Gedichte. Dichtungen. Theaterstücke. (1968)
- 139 Bertolt Brecht. Gedichte. Dichtungen. Stücke. (1972)
- 140 I. A. Bunin: Gedichte. Geschichten. Märchen. (1973)
- 141 Miguel de Unamuno. Nebel. Abel Sánchez; Ramón del Valle-Inclán: Tyrann Banderas; Pío Baroja: Zalacaín el aventurero. Las noches del Buen Retiro. (1973)
- 142 Émile Verhaeren. Gedichte. Les Aubes; Maurice Maeterlinck. Stücke. (1972)
- 143 Spanische Dichter des 20. Jahrhunderts.
- 144 Jaroslav Hašek: Der brave Soldat Schwejk. (1967)
- 145 John Galsworthy: Die Forsyte Saga. Band 1 (1973)
- 146 John Galsworthy: Die Forsyte Saga. Band 2 (1973)
- 147 Maxim Gorki: Meine Kindheit. Unter fremden Menschen. Meine Universitäten. (1975)
- 148 Maxim Gorki: Die Mutter. Das Werk der Artamanows. (1967)
- 149 Maxim Gorki: Geschichten. Essays. Erinnerungen. Stücke. (1975)
- 150 Theodore Dreiser: Eine amerikanische Tragödie.
- 151 S. A. Jessenin: Gedichte. Dichtungen. (1973)
- 152 Westeuropäische Dichtung des 20. Jahrhunderts. (1977)
- 153 Anna Seghers: Das siebte Kreuz. Geschichten. (1975)
- 154 Jarosław Iwaszkiewicz: Ruhm und Ehre (Sława i chwała). Band 1 (1974)
- 155 Jarosław Iwaszkiewicz: Ruhm und Ehre (Sława i chwała). Band 2 (1974)
- 156 Janka Kupala: Poesie und Gedichte. Pavlinka; Jakub Kolas: Poesie und Gedichte. (1969)
- 157 M. Kozjubynskyj: Romane und Kurzgeschichten; Lessja Ukrajinka. Gedichte. Dichtungen. Drama. (1968)
- 158 Halldór Laxness: Unabhängige Menschen. Die Islandglocke. (1977)
- 159 L. M. Leonow: Der russische Wald. (1974)
- 160 Jack London: Martin Eden. Stories. (1972)
- 161 Henry Lawson: Geschichten; Katharine Susannah Prichard: The Roaring Nineties. (1976)
- 162 Lu Xun: Erzählungen. Geschichten. (1971)
- 163 Sinclair Lewis: Babbitt. Arrowsmith. (1973)
- 164 Heinrich Mann: Professor Unrat. Der Untertan. Romane. (1971)
- 165 Thomas Mann: Buddenbrooks. (1969)
- 166 Roger Martin du Gard: Die Thibaults. Band 1 (1972)
- 167 Roger Martin du Gard: Die Thibaults. Band 2 (1972)
- 168 W. W. Majakowski: Gedichte. Dichtungen. Stücke. (1969)
- 169 Martin Andersen Nexø: Ditte Menschenkind. (1969)
- 170 Lateinamerikanische Dichtung. (1975)
- 171 Dichtung sozialistischer Länder Europas. (1976)
- 172 Marie Pujmanová: Menschen am Kreuzweg, Spiel mit dem Feuer, Das Leben wider den Tod. (1976)
- 173 J. Rainis. Gedichte. Stücke. (1976)
- 174 John Reed: Mexiko in Aufruhr. Zehn Tage, die die Welt erschütterten. Amerika 1918 (1968)
- 175 Romain Rolland: Jean-Christophe. Bücher 1–5. (1970)
- 176 Romain Rolland: Jean-Christophe. Bücher 6–10. (1970)
- 177 Russische Dichtung aus dem frühen 20. Jahrhundert (vor der Oktoberrevolution). (1977)
- 178 Mihail Sadoveanu: Geschichten. Mitrea Cokor; Liviu Rebreanu: Der Aufstand. (1976)
- 179 Sowjetische Dichtung. Band 1 (1977)
- 180 Sowjetische Dichtung. Band 2 (1977)
- 181 Sowjetische Erzählungen. Band 1 (1975)
- 182 Sowjetische Erzählungen. Band 2 (1975)
- 183 John Steinbeck: Tortilla Flat. Früchte des Zorns. Die Perle. (1977)
- 184 Rabindranath Tagore: Gedichte. Geschichten. Gora. (1973)
- 185 A. Twardowski: Gedichte. Dichtungen. (1971)
- 186 A. N. Tolstoi: Der Leidensweg. (1972)
- 187 Andrejs Upīts: Romane. (1970)
- 188 Herbert G. Wells: Die Zeitmaschine. Die Insel des Dr. Moreau. Der Unsichtbare. Der Krieg der Welten. (1972)
- 189 A. A. Fadejew Die Rotte. Die junge Garde[8]. (1971)
- 190 K. A. Fedin: Städte und Jahre. Die Brüder. (1974)
- 191 Lion Feuchtwanger. Erfolg. (1973)
- 192 William Faulkner: Licht im August. The Mansion. (1975)
- 193 Anatole France: Das Verbrechen Sylvestre Bonnards. Die Insel der Pinguine. Die Götter dürsten. (1970)
- 194 D. Furmanow: Tschapajew; A. Serafimowitsch: Der eiserne Strom; N. Ostrowski: Wie der Stahl gehärtet wurde. (1967)
- 195 Ernest Hemingway. Geschichten: In einem andern Land. Fünfte Kolonne. Der alte Mann und das Meer. (1972)
- 196 Karel Čapek: Der Krieg mit den Molchen. Die Mutter. Geschichten. Humoresken. (1976)
- 197 Scholem Alejchem: Tewje, der Milchmann. Romane und Kurzgeschichten. (1969)
- 198 M. A. Scholochow: Der stille Don. Band 1–2. (1968)
- 199 M. A. Scholochow: Der stille Don. Band 3–4. (1968)
- 200 Bernard Shaw. Stücke. (1969)

Frau Warrens Gewerbe; Candida; Der Teufelsschüler; Caesar und Kleopatra; Pygmalion; Haus Herzenstod; Die heilige Johanna (u. a.)